# Ricardo Ojeda Lara
Ricardo Ojeda Lara (ur. 26 stycznia 1993 w El Puerto de Santa María) – hiszpański tenisista.

## Kariera tenisowa
W grze pojedynczej wygrał jeden turniej o randze ATP Challenger Tour.
W rankingu gry pojedynczej najwyżej był na 171. miejscu (9 października 2017), a w klasyfikacji gry podwójnej na 387. pozycji (24 grudnia 2018).

### Zwycięstwa w turniejach ATP Challenger Tour w grze pojedynczej
| Końcowy wynik | Nr | Data             | Turniej   | Nawierzchnia | Przeciwnik            | Wynik finału |
| ------------- | -- | ---------------- | --------- | ------------ | --------------------- | ------------ |
| Zwycięzca     | 1. | 20 sierpnia 2017 | Meerbusch | Ceglana      | Andreas Haider-Maurer | 6:4, 6:3     |